# Apomys aurorae
Apomys aurorae — ендемічна лісова миша з Аврори Лусона, Філіппіни. Він зустрічається в різних типах тропічних лісів, починаючи від низинних двокрилих лісів і закінчуючи старими моховими лісами. Схоже, що він толерантний до певних порушень, оскільки види зустрічаються в гірських лісах, що ростуть у другій стадії. Він веде нічний і наземний спосіб життя, харчується безхребетними і, можливо, насінням.

## Характеристики
Apomys aurorae — великий вид мишей з великими очима. Загальна довжина від 262 до 295 мм, довжина хвоста від 129 до 153 мм, довжина вух від 18 до 21 мм, вага від 58 до 92 г. М'яке хутро рудо-коричневе зверху і біле або майже біле з помаранчевим відтінком знизу. Хвіст двоколірний, темний зверху і майже білий знизу.